# (y)
A 2020-as (y) Kapitány Máté második nagylemeze.

## Az album dalai
|     | Cím                                | Szerző(k)                            | Producer            | Hossz |
| --- | ---------------------------------- | ------------------------------------ | ------------------- | ----- |
| 1.  | (y)                                | Kapitány Máté                        | Kapitány Máté       | 1:50  |
| 2.  | 10                                 | Kapitány Máté                        | Kapitány Máté       | 2:16  |
| 3.  | Hinta                              | Kapitány Máté                        | Kapitány Máté       | 2:35  |
| 4.  | Cérnametélt                        | Kapitány Máté                        | Kapitány Máté       | 2:46  |
| 5.  | Vaklárma (közr. trAnzKaPHka)       | Kapitány Máté, trAnzKaPHka           | Kapitány Máté       | 2:36  |
| 6.  | Toldi (közr. Dzsúdló)              | Kapitány Máté, Dzsúdló               | Kapitány Máté       | 2:29  |
| 7.  | Kaszinó                            | Kapitány Máté                        | Kapitány Máté, Ress | 2:24  |
| 8.  | Gyerekszoba (közr. Gege, Goulasch) | Kapitány Máté, 6363, Goulasch        | Kapitány Máté       | 2:48  |
| 9.  | Gáz (közr. SZARVAS, Nyáry Olivér)  | Kapitány Máté, SZARVAS, Nyáry Olivér | Kapitány Máté       | 3:47  |
| 10. | Kalóriamentes                      | Kapitány Máté                        | Kapitány Máté       | 1:26  |
| 11. | Kedves Naplóm (közr. Ress)         | Kapitány Máté, Ress                  | Kapitány Máté       | 2:53  |
| 12. | Bioritmus (közr. Deksz)            | Kapitány Máté, Deksz                 | Kapitány Máté       | 2:16  |

### Videóklipek
| Cím           | Rendező                     | Operatőr     | Utómunka     |
| ------------- | --------------------------- | ------------ | ------------ |
| Cérnametélt   | Szabó Roland                | Szabó Roland | Szabó Roland |
| Kaszinó       | Szén Benjámin               | Pál Ákos     | Pál Ákos     |
| Vaklárma      | Szabó Roland, Kapitány Máté | Szabó Roland | Szabó Roland |
| Kalóriamentes | Szabó Roland, Kapitány Máté | Szabó Roland | Szabó Roland |

## Közreműködők
- Ress – előadó, producer, album boritó
- trAnzKaPHka – előadó
- Deksz – előadó
- Dzsúdló – előadó
- Nyáry Olivér – előadó, producer
- SZARVAS – előadó
- Gege – előadó
- Goulasch – előadó
- Hervoly Miklós Mihály - album boritó